# Mirecourt
Mirecourt là một xã trong vùng Grand Est, thuộc tỉnh Vosges, quận Neufchâteau, tổng Mirecourt. Tọa độ địa lý của xã là 48° 18' vĩ độ bắc, 06° 07' kinh độ đông. Mirecourt nằm trên độ cao trung bình là 285 mét trên mực nước biển, có điểm thấp nhất là 261 mét và điểm cao nhất là 378 mét. Xã có diện tích 12,12 km², dân số vào thời điểm 1999 là 6384 người; mật độ dân số là 527 người/km². Mirecourt nằm khoảng 50 km về phía nam của Nancy.

## Thông tin nhân khẩu
| 1962  | 1968  | 1975  | 1982  | 1990  | 1999  |
| ----- | ----- | ----- | ----- | ----- | ----- |
| 8.572 | 8.804 | 8.649 | 7.940 | 6.900 | 6.384 |